# Partit per la Independència
El Partit per la Independència (PI), va ser un partit polític independentista català fundat per Àngel Colom i Pilar Rahola el 8 d'octubre de 1996 com a resultat d'una escissió d'Esquerra Republicana de Catalunya (ERC), també independentista. Després dels pobres resultats electorals obtinguts en les eleccions municipals del 1999, especialment a Barcelona on s'havia presentat Rahola com a alcaldable, el PI es va dissoldre. Posteriorment, Colom i una gran part de la direcció del partit es va integrar a Convergència Democràtica de Catalunya.
Entre els seus membres hi van figurar Benet Tugues (nomenat secretari general en el Congrés Fundacional del partit), Salvador Morera, Xavier Bosch i Joan Laporta, entre d'altres. El Partit per Catalunya va ser el seu partit germà a la Catalunya Nord.
Entre el 1998 i el 1999 va editar un carnet de nacionalitat catalana, que es deixà d'emetre després de la seva dissolució.